# Franciszek Pokorny

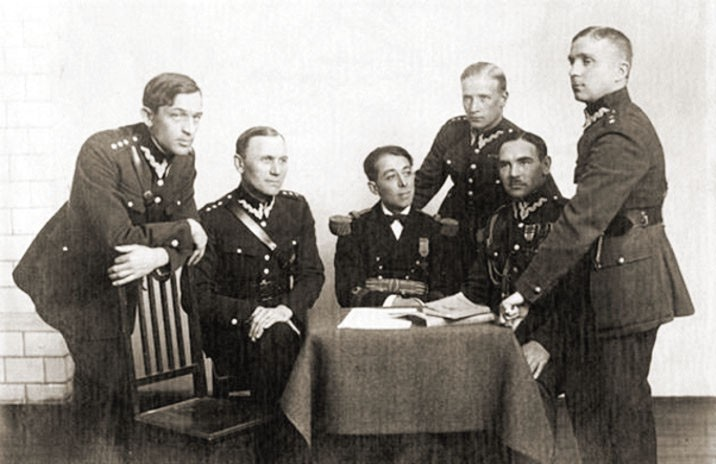
Franciszek Pokorny ist auf diesem Foto (vor 1928) von Mitarbeitern des Biuro Szyfrów der Zweite von rechts. Ganz rechts steht Maksymilian Ciężki.

Franciszek Pokorny (* 15. Juni 1891 in Mosty; † 22. November 1966 in Edinburgh) war ein Offizier des polnischen Generalstabs im Range eines Majors. In der Zeit nach dem Ersten Weltkrieg leitete er die „Chiffrenabteilung“ (poln.: Sekcja Szyfrów) der polnischen Armee, die Vorläuferin des späteren „Chiffrenbüros“ BS (poln.: Biuro Szyfrów), bevor die Leitung im Jahr 1931 an seinen Nachfolger Gwido Langer überging.

## Leben und Wirken
Im Jahr 1928 begann das deutsche Heer zur Verschlüsselung seiner militärischen Funksprüche die Rotor-Schlüsselmaschine Enigma zunächst versuchsweise einzusetzen. Die damals modernste kommerzielle Version dieser Maschine, die Enigma D, war im selben Jahr um eine geheime Zusatzeinrichtung, das Steckerbrett, ergänzt und damit kryptographisch gestärkt worden (siehe auch: kryptographische Stärken der Enigma). Polnische Abhörstationen, die in der Nähe der polnischen Westgrenze lagen, fingen zeitgleich zum ersten Mal diese seltsamen neuen verschlüsselten deutschen Funksprüche auf. Es gelang ihnen jedoch (noch) nicht, diese zu entziffern.
Im darauffolgenden Jahr 1929 wurde daher ein Schulungskurs für Kryptologie an der Adam-Mickiewicz-Universität in Posen veranstaltet. Hierzu wurden junge Mathematik-Studenten der Universität eingeladen, aus denen sich spätere Mitarbeiter des BS rekrutierten, wie Marian Rejewski, Jerzy Różycki und Henryk Zygalski. Franciszek Pokorny war einer der drei Dozenten dieses Kurses. Die anderen beiden waren Maksymilian Ciężki und Antoni Palluth.
Drei Jahre später, im Jahr 1932, glückte den von Franciszek Pokorny ausgebildeten Rejewski, Różycki und Zygalski der erste Einbruch in den deutschen Enigma-Funkverkehr. Die kryptanalytischen Erfolge des BS konnten, trotz der von deutscher Seite immer wieder neu eingeführten kryptographischen Komplikationen, bis 1939 kontinuierlich fortgeführt werden, während sich zeitgleich französische und britische Stellen vergeblich um die Entzifferung der Enigma bemühten.
Franciszek Pokorny war ein Cousin des österreichisch-ungarischen Kryptoanalytikers Hermann Pokorny und hatte 1925 die Höhere Kriegsschule Warschau absolviert.